# 童養媳

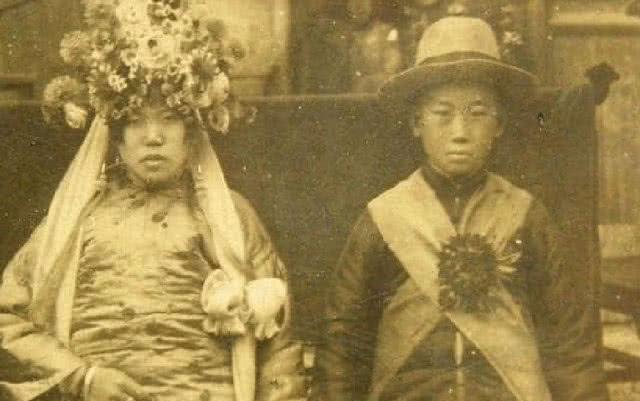
民國時期童養媳與丈夫結婚的照片

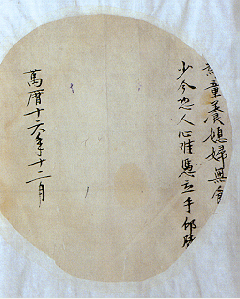
明代万历十六年（1588年）童养媳婚书

童養媳，又作苗媳，為中國傳統的婚姻習俗之一，通常是把未成年的女孩送養或賣到另一個家庭，由該家庭撫養，長大後與該家庭的兒子正式完婚、結為夫妻。江南地區稱為養媳婦，閩南語把「與童養媳結婚」一事，稱為送做堆（推薦用字：捒做堆，台羅：[sak-tsò(tsuè)-tui] 错误：{{Lang}}：無法辨識語言標籤 zh-min-nan（帮助））。有学者统计了各地关于童养媳的不同称呼，计有百余种。至今可能有部分地區的年長者在童年時期有童養媳、過繼、入贅等經歷，另外因戶政紀錄可能受到歧視。西風東漸以後，男女平權意識高漲，社會多改採一夫一妻制，盛行個人意志與戀愛結婚。所以雖然童養媳不一定受到苛待，但這種婚俗始終是剝奪了童養媳及其丈夫的婚姻自由，在現代提倡人權的價值觀裡被視為一種極其惡劣的陋習。

## 歷史
類似童養媳的婚姻於很早的時代就有出現，有人認為《詩經·衛風·芄蘭》篇即記載著童養媳對其小夫婿之怨言。再如漢昭帝的皇后上官氏，六歲時就被送進宮中成为十二岁皇帝的妻子，類似童養媳的性質。從三國時期就有記載類似童養媳的現象，《三國志》提到：「至十歲，婿家即迎之長養為媳。」但因為這種情況是正式嫁入男家為妻，而非已訂婚但未行婚禮的未婚妻，所以不同於後世的童養媳。
童養媳的婚俗約於宋朝出現，但宋朝起歷代均有不少文獻記載童養媳。学者的研究认为，清中晚至民國初年，是童養媳婚姻现象的鼎盛时期。台灣的童養媳約於1970年代開始消失。1949年中华人民共和国建国后，1950年實行《婚姻法》，然而到了21世纪，该现象在中国大陆尚未完全杜绝。

## 出現原因

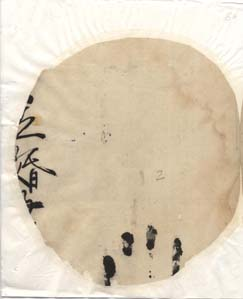
明代童養媳婚書上的女孩手印

古代社會認為兒子可以傳宗接代並增加勞動力，而女兒遲早要嫁人還要賠一份嫁妝，生養女兒宛如幫別人家養媳婦，嫁女兒時還要忍受一次親人別離之苦，所以富裕家庭把女兒送人家當童養媳的大有人在。因此許多人家一生出女兒，即使有能力撫養，也會尋找適合人家送出去，或交換、買賣、指腹為婚、為小孩預做婚嫁安排等。同時嫁娶或買進來的女孩多半做為兒子的妻子看待，就是所謂童養媳；而自己生下的女兒，也多半會嫁娶買賣或送給別人家做童養媳。
同時由於古代亦有一夫一妻多妾制習俗，因此男孩長大成人後亦可再娶妾，童養媳成人後多半並不會成為阻礙男孩長大成人後的自由結婚意志。為此，童養媳普遍成為古代社會的一種生活常態。
一些貧困家庭無力撫養兒女，就把女兒賣與富家子弟或家境較好的家庭作童養媳。而家境一般的家庭為了節省兒子娶妻的費用，於兒子年幼時買一個女孩回家來當兒子的妻子，這樣男家多了一個幫助勞動的成員，而女家則減輕經濟負擔，一舉兩得。也有些家庭為了讓女兒得到較好的生活環境，就把女兒給較富裕的人家收養作童養媳。亦有少數是男家較為貧窮，為了攀附，而為年幼兒子娶富貴人家的年幼女兒為妻。
有些家境一般的家庭還會互相交換女兒作童養媳，有些女孩在嬰兒時已經被賣到婆家、吃家婆的奶長大，稱為「婆養媳」。亦有一些被收養的女孩為了報答養父母養育之恩，而自願當童養媳。還有一種是本身沒有兒子，希望藉收養童養媳，為自己帶來兒子，繼後香燈，稱為「等郎妹」。
還有些沒有兒子富裕家庭因重男輕女，把女兒送給有超過一個兒子的貧家作童養媳，換取對方其中一個兒子為養子繼後香燈。
這些童養媳一般都會比男方年長，可以照顧未婚夫。
台灣平埔族存在母系社會，又因為清代渡台禁令對移民人口性別比例的影響，可能有有別於福建等地的歷史脈絡。

## 夫妻關係
童養媳和丈夫小時候的關係就像姊弟或兄妹，彼此之間往往只有親情，大部份於結婚後亦難以建立愛情。進化心理學的韋斯特馬克效應（Westermarck effect）認為，同一家族長大的兒童會發現彼此之間沒有性吸引力，即使有強烈的社會壓力強迫他們配對也一樣。Wolf and Huang （1980）在台灣的童養媳制度發現裡，在這種制度下未來的妻子會被帶入家族內和未婚夫一起帶大，難以完美收場，而且因為不知名的原因會導致女性生育率下降。另外一些研究也發現一同長大、關係有如兄弟姊妹的兒童，即使沒有血緣關係，亦難以產生愛情。例如人類學家Melford E. Spiro在1950年代對以色列集體農場中長大的小孩的研究、Fox （1962）對以色列集體農場中長大的小孩的研究、Lieberman et. al （2003） 的研究等。
不過根據史丹佛大學的武雅士教授（Arthur P. Wolf）對台灣童養媳所做的研究顯示，在女孩兩歲半的時候存在分水嶺。兩歲半以後成為童養媳的女孩，她們的婚姻和其他婦女並沒有什麼兩樣，但是在兩歲半以前收養的童養媳，就會因較重的手足親情而產生某種程度的愛情障礙。

## 童養媳的生涯
童養媳通常到十六歲以後，就會安排日子和丈夫成婚、圓房，儀式非常簡化。民家相信婚禮若不依照禮節行事，會遭受天譴，但在送神過後，代天巡狩的天神事務繁重，不管民家雞毛蒜皮的小事。因此人們習慣在送神日後到接神日以前，便舉行簡單隆重的婚禮，稱為「送作堆」。尤其最常舉辦於除夕夜，因為除夕有祭天、祭祖，具備牲禮、糕餅，又加上圍爐、燈綵，幾乎與婚禮所為相同，可以省下一大筆婚宴開銷。
如未婚夫於成婚前就去世，或童養媳其貌不揚，或與未婚夫相處不睦，使未婚夫不願娶之者，此時婆家可能會容許該童養媳改嫁；或中止收養，送回娘家，有些則會正式收為養女，視為女兒看待。有些婆家會強迫童養媳改嫁自家親友子弟。更惡劣者，可能將童養媳賣作奴婢或娼妓。

## 童養媳的性质
童養媳婚姻多屬於買賣婚姻性质，童養媳大多来自破产边缘的小农之家，婆家多属于有稍有经济能力的小康人家，故一般童養媳地位較低，绝大多数童养媳在稍具劳动能力后，即要從事大量的家務勞動或农务，男尊女卑的传统和封建家长制度下，女性被婆家虐待，形同奴婢，頗為常见。
有一些較為幸運的童養媳，會有比在親生父母家中好的生活，有些還有機會接受教育甚至高等教育，雖然她們的待遇通常不如公婆的親生子女（例如課餘時要做較多的勞動、受到較為嚴苛的管教等），但在親生父母家中，可能完全沒有機會讀書，並過著貧困艱苦、不得溫飽的生活。不少婆家經濟能力較佳，童養媳因而過著較好的生活。也有一些童養媳，被婆家視如己出，從而婚姻幸福。

## 其他民族和地區的類似習俗

### 朝鮮半島
朝鮮古代有一種買貧家女孩回家給未成年兒子為妻、待性成熟後圓房的習俗，稱為預婦。與童養媳不同之處是她們到男家後即舉行婚禮，成為該家庭的媳婦，童養媳則只是訂婚，長大後才正式結婚。

### 歐洲貴族
歐洲貴族過往亦有讓少女在約10歲至12歲時先到結婚對象家中居住的習俗，尤其是王室。相對上，此種習俗主要在於政治婚姻之下，結婚的雙方國家不一定相同，造成講究的禮儀和習慣也不同，因此女性在嫁入對方家裏之前，就需要先去學習對方國家、家庭的禮儀和習慣，好讓結婚時及結婚後不會因為禮儀習慣不同出醜的狀況。由於兩方都是王公貴族，這種習俗通常主要是為女方補強知識，不會要求女性做家務或勞動。

## 現況
中國大陆1990年代之前童養媳現象依然很常見。在福建中南部地區（尤其是莆田 ）最盛。但近些年来因年輕人崇尚自由恋爱加上法律禁止，此风俗基本上已不再出现。
1970年代臺灣轉往工業發展，經濟起飛，再加上九年義務教育逐年推行，社會風氣逐漸西化，女性漸敢於爭取自己的命運，「童養媳」基本上消失。1980年代臺灣經濟奇蹟，多數民眾經濟轉為小康，使得無力撫養女兒的情況少見。加上臺灣民主化後，政府鼓勵自由恋爱，致力保護女權，嚴禁買賣婚姻、強迫婚姻，宣導女性可自主決定配偶，也支持養女爭取自己權益，鼓勵受到不正當對待的婦女也向各地警方求助。如今「童養媳」在臺灣可說是完全消失。

## 相關作品
- 小說：
  - 《祝福》（魯迅著，女主角祥林嫂為童養媳）
  - 《蕭蕭》（沈從文著，女主角蕭蕭為童養媳，結婚時十二歲，丈夫不到三歲）
  - 《最後的安息》（冰心著，女主角翠兒為童養媳)
- 短篇故事：
  - 《廿九張當票．黃金打造的婚約》（秦嗣林著，女主角秀秀為童養媳)
- 戲曲：
  - 《竇娥冤》（竇娥為童養媳）
- 電視劇：
  - 情濃大地（周海媚飾演童養媳劉亞彩）
  - 足秤老婆八兩夫（又名望夫成龍，郭藹明飾演童養媳金玉）
  - 婉君（俞小凡飾演沖喜童養媳夏婉君）
  - 輾轉紅蓮（葉全真飾演沖喜童養媳許蓮花）
  - 後山日先照
  - 戲說台灣櫻花戀系列、水仙女轉乾坤單元
  - 蓝色水玲珑夜迷离系列之《鬼眼瞳铃》
  - 将夜（女主角桑桑）
- 電影
  - 婉君表妹
  - 風月奇譚之畸婚记（李翰祥導演，劉午琪飾童養媳）
  - 湘女萧萧
  - 枯木逢春
  - 花轿泪（闺阁情怨）